# رئيس وزراء تصريف الأعمال الباكستاني
رئيس وزراء تصريف الأعمال الباكستاني (بالأردية: نگران وزیر اعظم پاکستان) هو رئيس الحكومة الباكستانية بعد حل الجمعية الوطنية. الغرض من هذا المنصب هو ضمان إجراء انتخابات حرة ونزيهة. كان آخر رئيس تسيير الأعمال ناصر الملك الذي تولى منصبه في 1 يونيو 2018، بعد حل الجمعية الوطنية ثم استقال من منصبه عندما أدى عمران خان اليمين في 18 أغسطس 2018.

## القانون
بعد حل الجمعية الوطنية سواء بانتهاء مدتها أو بحل مبكر، يعيين الرئيس حكومة انتقالية، بالتشاور مع رئيس الوزراء وزعيم المعارضة. إذا لم يتوصل إلى إجماع، فإن الرئيس له الحرية في اختيار رئيس وزراء انتقالي من اختياره، على الرغم من أن ذلك يتم عادة بالتشاور مع لجنة الانتخابات الباكستانية.

## قائمة رؤساء وزراء تصريف أعمال باكستان
| No. | الصورة                                                       | الاسم (الميلاد–الوفاة)                                 | استلم المنصب   | ترك المنصب     | المدة    | الحزب                             | الحزب | ملاحظات |
| --- | ------------------------------------------------------------ | ------------------------------------------------------ | -------------- | -------------- | -------- | --------------------------------- | ----- | --- |
| 1   |                                                              | غلام مصطفى جاتوي غلام مصطفی جتوئی (1931–2009)          | 6 أغسطس 1990   | 6 نوفمبر 1990  | 92 أيام  | حزب الشعب الوطني                  |       | عينه الرئيس غلام إسحاق خان. |
| 2   |                                                              | بلخ شير مزاري بلخ شیر مزاری (1928–)                    | 18 أبريل 1993  | 26 مايو 1993   | 38 أيام  | حزب الشعب الباكستاني              |       | عينه الرئيس خان، وانتهت ولايته عندما ألغت المحكمة العليا الأمر الرئاسي وأعادت حكومة نواز شريف.                                                 |
| 3   |                                                              | معين الدين أحمد قرشي معین الدین احمد قریشی (1930–2016) | 18 يوليو 1993  | 19 أكتوبر 1993 | 93 أيام  | مستقل                             |       | عيين بعد استقالة شريف في يوليو 1993. |
| 4   |                                                              | ملك معراج خالد ملک معراج خالد (1916–2003)              | 5 نوفمبر 1996  | 17 فبراير 1997 | 104 أيام | مستقل                             |       | عيين خالد بعد إقالة حكومة بينظير بوتو في نوفمبر 1996.                                                                                          |
| 5   | A head and shoulder shot of a bearded man wearing spectacles | محمد ميان سومورو محمد میاں سومرو (1950–)               | 16 نوفمبر 2007 | 24 مارس 2008   | 129 أيام | الرابطة الإسلامية الباكستانية (ق) |       | تولى سومرو المنصب في نوفمبر 2007. |
| 6   |                                                              | مير هزار خان كهوسو میر ہزار خان کھوسو (1929–2021)      | 25 مارس 2013   | 5 يونيو 2013   | 11 أيام  | مستقل                             |       | عينته لجنة الانتخابات الباكستانية في 24 مارس، وأدى اليمين الدستورية في 25 مارس 2013.                                                           |
| 7   |                                                              | ناصر الملك جسٹس(ر) ناصر الملک (1950–)                  | 1 يونيو 2018   | 18 أغسطس 2018  | 78 أيام  | مستقل                             |       | عين ناصر الملك بالإجماع بين رئيس الوزراء شاهد خاقان عباسي وزعيم المعارضة سيد خورشيد أحمد شاه في 28 مايو. أدى اليمين الدستورية في 1 يونيو 2018. |
| 8   |                                                              | أنوار الحق كاكر انوار الحق کاکڑ (1971–)                | 14 أغسطس 2023  | 4 مارس 2024    | 203 أيام | حزب عوامي بلوشستان                |       | عين أنور الحق كاكر بعد أن وافق زعيم المعارضة رجا رياض أحمد خان ورئيس الوزراء شهباز شريف على اسمه، ووقع الرئيس عارف علوي على خطاب التعيين.      |

## روابط خارجية
- Profile على موقع حكومة باكستان